# ミネルバ共和国

ミネルバ共和国
Republic of Minerva

国の標語：Land of the Rising Atoll
（英語 : 環礁出ずる国）
国歌：ミネルバ共和国国歌

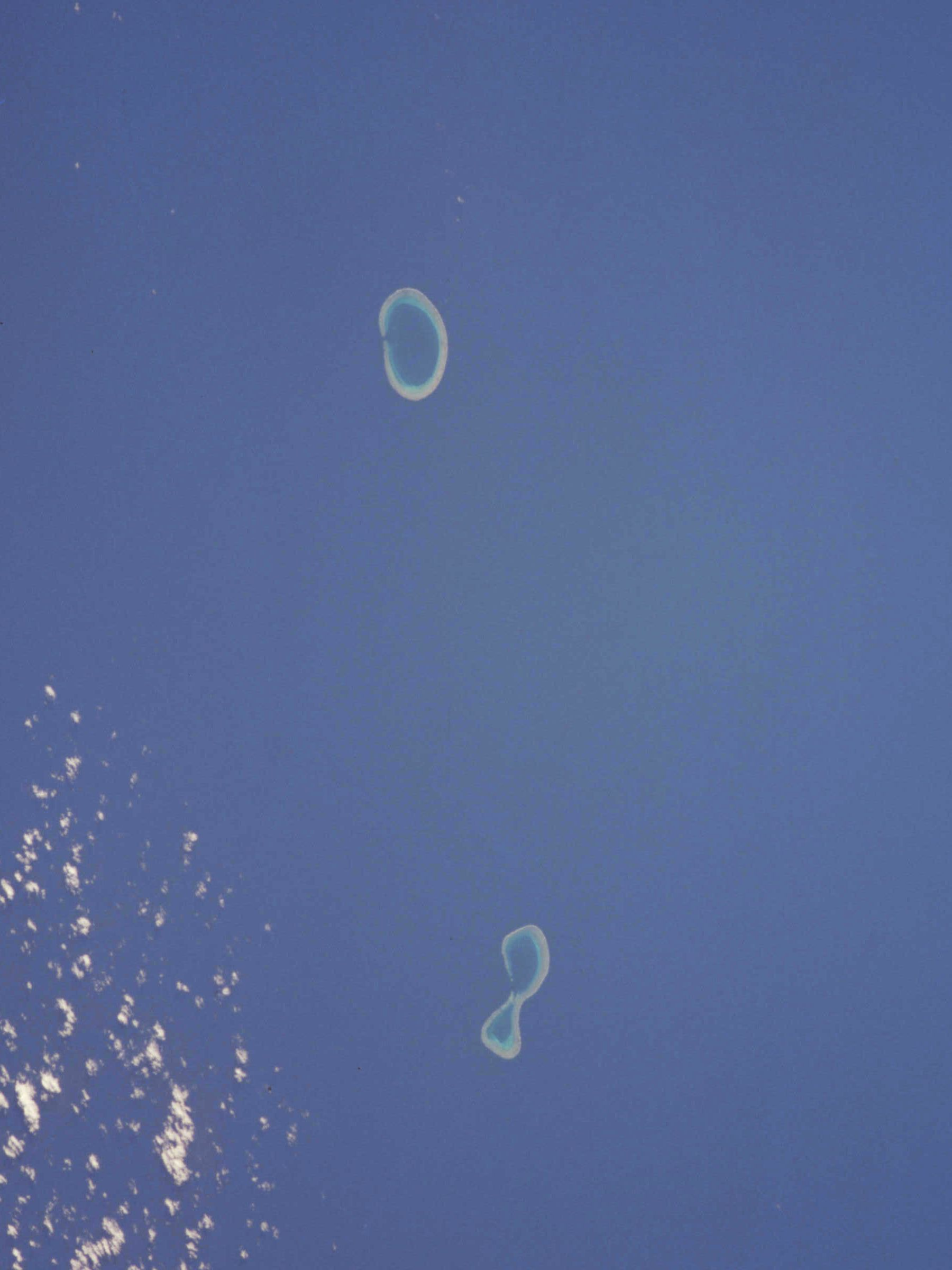
環礁の衛星画像

ミネルバ共和国（ミネルバきょうわこく、英語: Republic of Minerva）とは、アメリカ合衆国のマイケル・オリバーが、太平洋に浮かぶミネルバリーフ（en）で作ろうとしたミクロネーション。マイケル・オリバーは不動産で財を成した人物で、政府に束縛されないリバタリアンの楽園を作ろうとして、様々なミクロネーション建国や島嶼の独立運動援助などを行ってきた。

## 概要
ミネルバはもともと、1852年にアメリカ人捕鯨漁師達が発見した。太平洋戦争中にアメリカ軍がこの環礁を占拠する1942年頃までは特にここを領有するものはいなかった。
1971年にオーストラリアからの砂を積載した船がやってきて埋め立てをおこない、1972年1月19日に独立を宣言した。2月にはモリス・C・デイヴィス（Morris C. Davis）が大統領として選出されたとされる。だが、周辺のトンガ、フィジー、ナウル、西サモア、クック諸島とオーストラリア、ニュージーランドはこれについて協議をおこない、その結果トンガ人が過去からこの環礁を漁業従事中に立ち寄っていたとして、トンガが領有権を主張することとなった。その後トンガによって島のミネルバ共和国の旗が降ろされ島は正式にトンガ領となった。しばらくしモリス・C・デイヴィスはオリバーから「解雇」され混乱のうちに建国計画は挫折した。
1982年には再びモリス・C・デイヴィス率いるアメリカ人グループがミネルバ環礁を占拠する事件が起きたが、ほどなくトンガの部隊によって強制排除されている。
その後もミネルバ再建を試みるグループは複数存在するようである。そのうちの一つは、米国・サウスカロライナ州のチャールストン市に本拠を置く人物が2003年10月に設立した団体で、この人物は団体のウェブサイトで“カルビン公（Prince Calvin）”とだけ名乗っており、同“公爵”はミネルバを“公国（principality）”に格上げしたいとの意向であるが、他の団体員の方は従来どおりの“共和国”としての存続を主張している。しかし、このような団体が実際にミネルバリーフを占拠するなどの事態は今のところ起こっていない。
2005年11月、フィジーはミネルバリーフの領有権に関連する訴状を国際海底機構(ISBA)に提出した。これに対してトンガは反訴請求を提出し、ミネルバ“公国”のグループも同様に反訴請求を提出している。

## マイケル・オリバー
フェニックス財団を率いており、投資顧問はハリー・D・シュルツ。マイケルはミクロネーション国家に対して金銭支援をおこなってきた。（バヌアツ独立共和国、スティーブンス共和国、ヴェマラナ共和国）

## 硬貨

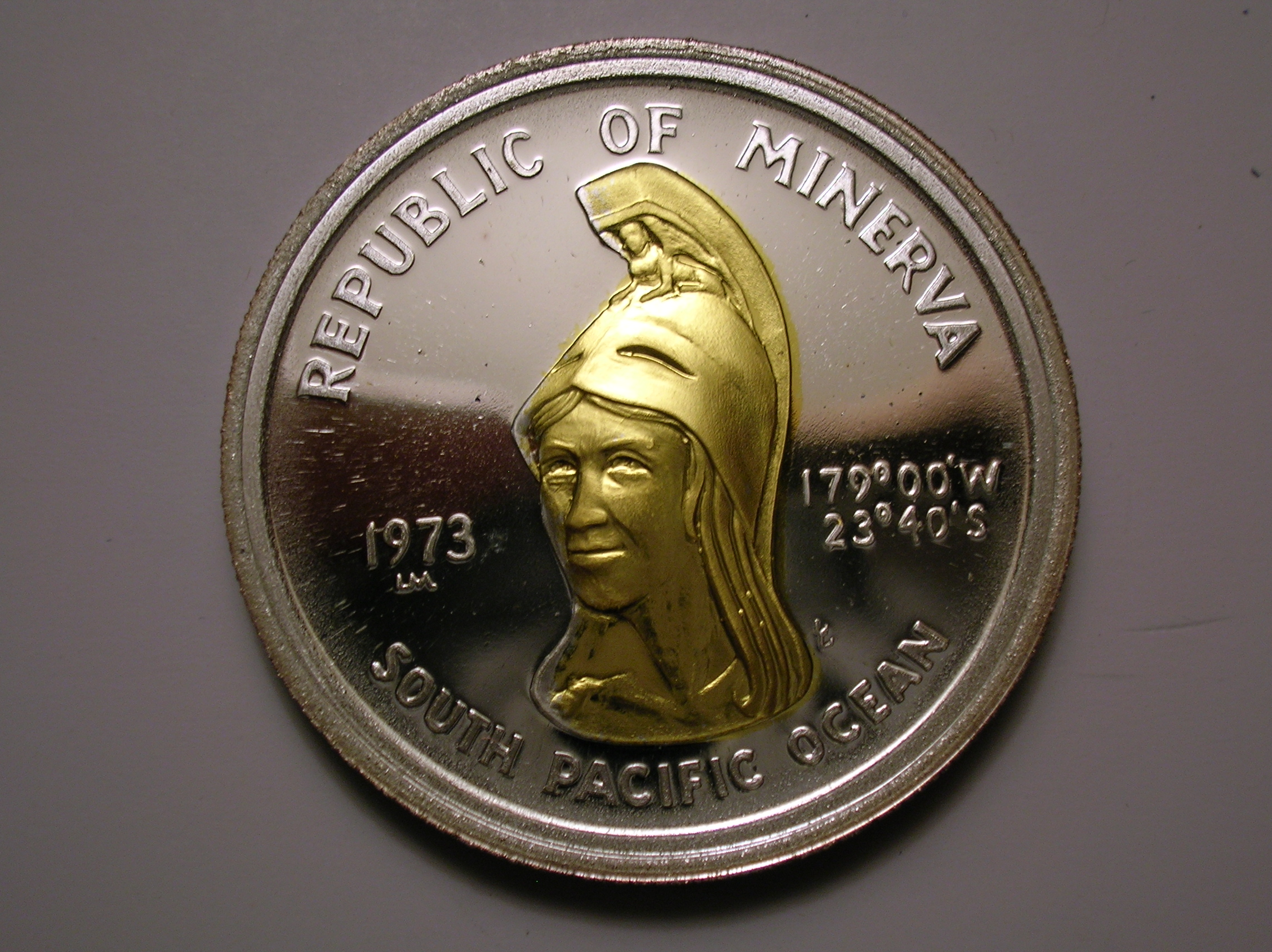
35ミネルバ・ドル硬貨の表面
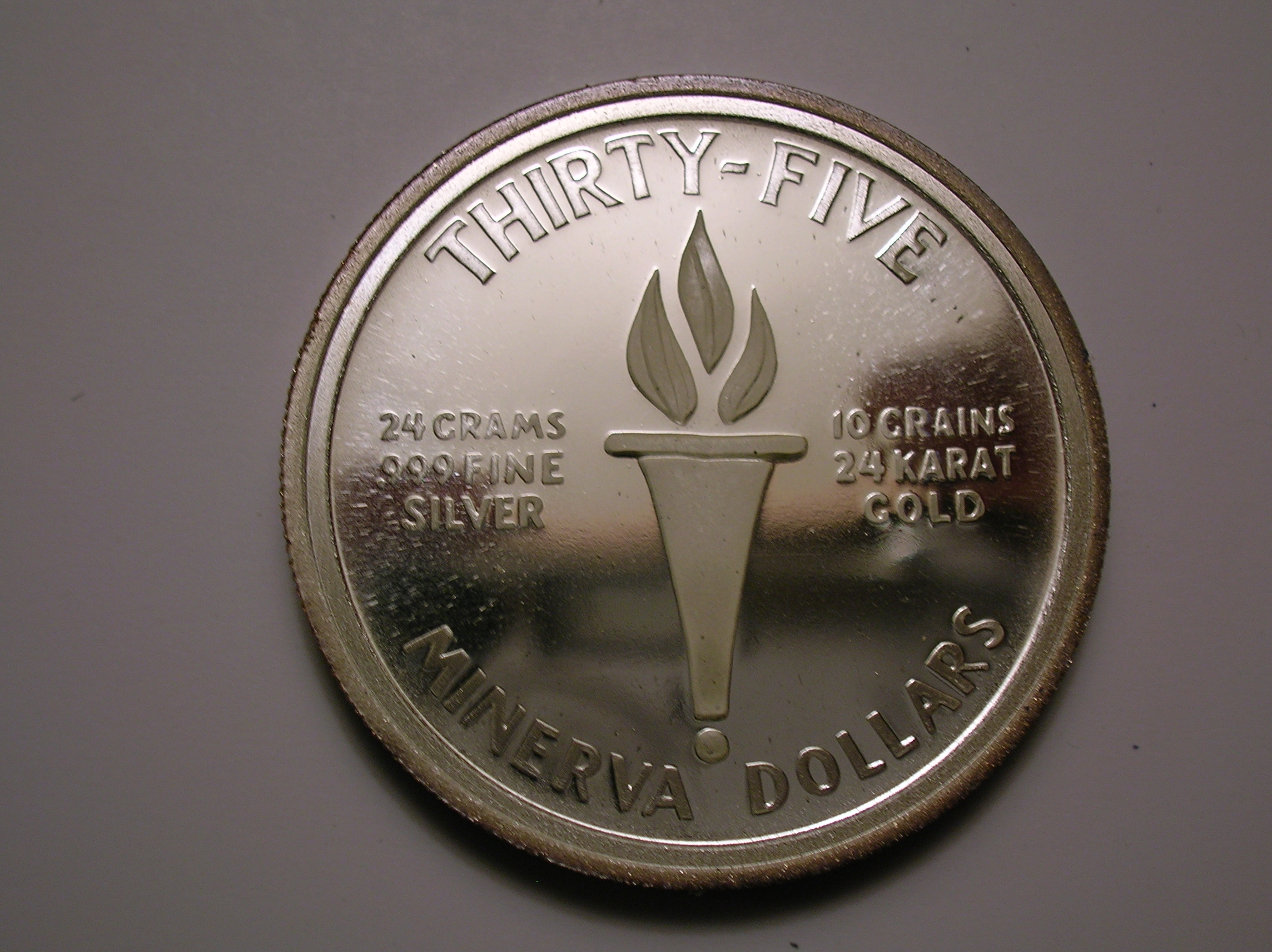
35ミネルバ・ドル硬貨の裏面

座標: 南緯23度23分 西経178度58分 / 南緯23.383度 西経178.967度